# Kalimati (Brebes)
Kalimati is een bestuurslaag in het regentschap Brebes van de provincie Midden-Java, Indonesië. Kalimati telt 2934 inwoners (volkstelling 2010).